# Stanislav Horný
Stanislav Horný (18. dubna 1886 Milevsko – 24. září 1944 Chyšky) byl český a československý politik a meziválečný senátor Národního shromáždění ČSR za Republikánskou stranu zemědělského a malorolnického lidu.

## Biografie
Profesí byl ředitelem obecné a měšťanské školy v Chyškách. Publikoval články s hospodářskou tematikou.
Po parlamentních volbách v roce 1935 získal senátorské křeslo v Národním shromáždění. Mandát nabyl až dodatečně v roce 1937 jako náhradník poté, co zemřel senátor Josef Vraný. V senátu setrval do jeho zrušení v roce 1939, přičemž krátce předtím ještě v prosinci 1938 přestoupil do nově vzniklé Strany národní jednoty.